# David Leitch
David Leitch (Kohler, Wisconsin; 16 de noviembrede 1975) es un director de cine, coordinador de escenas de riesgo, director de segunda unidad, especialista de cine, productor y actor estadounidense.

## Carrera
Fue doble de Brad Pitt cinco veces y dos veces para Jean-Claude Van Damme. Leitch y su equipo ganaron dos premios por The Bourne Ultimatum en los Screen Actors Guild Awards y además compartió un premio World Stunt Awards con Kai Martin.[cita requerida]
Escribió y protagonizó Confessions of an Action Star, una parodia de la industria del cine de acción, la cual fue lanzada en 2009.
Leitch y Chad Stahelski abrieron una productora de diseño de acción llamada "87Eleven" en 1997.
Hizo su debut como director en 2014 con la película de acción John Wick, codirigiendo junto a Chad Stahelski. Leitch dirigió en 2017 la película de acción Atómica, protagonizada por Charlize Theron. En 2018 se estrenó su cuarto largometraje como director, Deadpool 2. En 2019 estreno su quinto largometraje siendo Rápidos y Furiosos Hobbs y Shaw. Debido a sus películas de acción, Leitch está siendo considerado como una nueva ola de directores del género de acción así junto a su compañero Chad Stahelski, Tim Miller y Joseph Kosinski.

## Filmografía
| Año  | Título                                           | Rol      | Rol      | Rol       | Rol                        | Rol   | Rol                  |
| Año  | Título                                           | Escritor | Director | Productor | Director de segunda unidad | Actor | Papel                |
| ---- | ------------------------------------------------ | -------- | -------- | --------- | -------------------------- | ----- | -------------------- |
| 1997 | Perfect Target                                   | No       | No       | No        | Sí                         | No    |                      |
| 1997 | Orgazmo                                          | No       | No       | No        | Sí                         | No    |                      |
| 1998 | Almost Heroes                                    | No       | No       | No        | Sí                         | No    |                      |
| 1998 | BASEketball                                      | No       | No       | No        | Sí                         | No    |                      |
| 1998 | Blade                                            | No       | No       | No        | Sí                         | No    |                      |
| 1999 | Out in Fifty                                     | No       | No       | No        | Sí                         | No    |                      |
| 1999 | Fight Club                                       | No       | No       | No        | Sí                         | No    |                      |
| 2000 | The President's Man                              | No       | No       | No        | Sí                         | No    |                      |
| 2000 | Big Momma's House                                | No       | No       | No        | Sí                         | No    |                      |
| 2000 | Yup Yup Man                                      | No       | No       | No        | Sí                         | Sí    | Blaze                |
| 2000 | Hombres de honor                                 | No       | No       | No        | Sí                         | No    |                      |
| 2001 | The Substitute: Failure Is Not an Option         | No       | No       | No        | Sí                         | No    |                      |
| 2001 | One Night at McCool's                            | No       | No       | No        | Sí                         | No    |                      |
| 2001 | Ghosts of Mars                                   | No       | No       | No        | Sí                         | No    |                      |
| 2001 | Corky Romano                                     | No       | No       | No        | Sí                         | No    |                      |
| 2001 | The Order                                        | No       | No       | No        | Sí                         | Sí    | Detective Mike Moran |
| 2002 | Serving Sara                                     | No       | No       | No        | Sí                         | No    |                      |
| 2002 | Nine Lives                                       | No       | No       | No        | No                         | Sí    | Paul                 |
| 2003 | Daredevil                                        | No       | No       | No        | Sí                         | No    |                      |
| 2003 | In Hell                                          | No       | No       | No        | Sí                         | Sí    | Paul                 |
| 2003 | Seabiscuit                                       | No       | No       | No        | Sí                         | No    |                      |
| 2003 | S.W.A.T.                                         | No       | No       | No        | Sí                         | No    |                      |
| 2003 | The Matrix Revolutions                           | No       | No       | No        | Sí                         | No    |                      |
| 2003 | Stuck on You                                     | No       | No       | No        | Sí                         | No    |                      |
| 2004 | Van Helsing                                      | No       | No       | No        | Sí                         | No    |                      |
| 2005 | Confessions of an Action Star                    | Sí       | No       | Sí        | No                         | Sí    | Frank Sledge         |
| 2005 | Constantine                                      | No       | No       | No        | Sí                         | No    |                      |
| 2005 | XXX: State of the Union                          | No       | No       | No        | Sí                         | No    |                      |
| 2005 | Sr. y Sra. Smith                                 | No       | No       | No        | Sí                         | No    |                      |
| 2005 | The Dukes of Hazzard                             | No       | No       | No        | Sí                         | No    |                      |
| 2005 | Serenity                                         | No       | No       | No        | Sí                         | No    |                      |
| 2005 | VforVendetta                                     | No       | No       | No        | Sí                         | Sí    | "V" en tienda        |
| 2006 | Underworld: Evolution                            | No       | No       | No        | Sí                         | No    |                      |
| 2006 | When a Stranger Calls                            | No       | No       | No        | Sí                         | No    |                      |
| 2006 | Beerfest                                         | No       | No       | No        | Sí                         | No    |                      |
| 2006 | 300                                              | No       | No       | No        | Sí                         | No    |                      |
| 2007 | Fetch                                            | No       | No       | Sí        | No                         | Sí    | John "Fetch" Fetcher |
| 2007 | Next                                             | No       | No       | No        | Sí                         | No    |                      |
| 2007 | The Bourne Ultimatum                             | No       | No       | No        | Sí                         | No    |                      |
| 2007 | The Invasion                                     | No       | No       | No        | Sí                         | No    |                      |
| 2007 | Balls of Fury                                    | No       | No       | No        | Sí                         | No    |                      |
| 2007 | The Gene Generation                              | No       | No       | No        | Sí                         | No    |                      |
| 2007 | Mama's Boy                                       | No       | No       | No        | Sí                         | No    |                      |
| 2008 | Jumper                                           | No       | No       | No        | Sí                         | No    |                      |
| 2008 | Speed Racer                                      | No       | No       | No        | Sí                         | No    |                      |
| 2008 | The Midnight Meat Train                          | No       | No       | No        | Sí                         | No    |                      |
| 2008 | Bangkok Dangerous                                | No       | No       | No        | Sí                         | No    |                      |
| 2009 | X-Men Origins: Wolverine                         | No       | No       | No        | Sí                         | No    |                      |
| 2009 | The Hangover                                     | No       | No       | No        | Sí                         | No    |                      |
| 2009 | Ninja Assassin                                   | No       | No       | No        | Sí                         | No    |                      |
| 2010 | The King of Fighters                             | No       | No       | No        | Sí                         | Sí    | Terry Bogard         |
| 2010 | Tron: Legacy                                     | No       | No       | No        | Sí                         | No    |                      |
| 2011 | The Mechanic                                     | No       | No       | No        | Sí                         | Sí    | Sebastian            |
| 2011 | Conan el Bárbaro                                 | No       | No       | No        | Sí                         | No    |                      |
| 2011 | In Time                                          | No       | No       | No        | Sí                         | No    |                      |
| 2012 | The Bourne Legacy                                | No       | No       | No        | No                         | Sí    | El conductor         |
| 2013 | Hansel y Gretel: cazadores de brujas             | No       | No       | No        | Sí                         | No    |                      |
| 2013 | Parker                                           | No       | No       | No        | Sí                         | No    |                      |
| 2013 | Anchorman 2: The Legend Continues                | No       | No       | No        | Sí                         | No    |                      |
| 2013 | The Wolverine                                    | No       | No       | No        | Sí                         | No    |                      |
| 2013 | Plan de escape                                   | No       | No       | No        | Sí                         | No    |                      |
| 2014 | Tortugas Ninja                                   | No       | No       | No        | Sí                         | No    |                      |
| 2014 | John Wick                                        | No       | Sí       | Sí        | Sí                         | No    |                      |
| 2015 | El destino de Júpiter                            | No       | No       | No        | Sí                         | No    |                      |
| 2015 | Hitman: Agent 47                                 | No       | No       | No        | Sí                         | No    |                      |
| 2015 | Jurassic World                                   | No       | No       | No        | Sí                         | No    |                      |
| 2016 | Capitán América: Civil War                       | No       | No       | No        | Sí                         | No    |                      |
| 2016 | Teenage Mutant Ninja Turtles: Out of the Shadows | No       | No       | No        | Sí                         | No    |                      |
| 2017 | John Wick: Chapter 2                             | No       | No       | Sí        | No                         | No    |                      |
| 2017 | No Good Deed                                     | No       | Sí       | No        | No                         | No    |                      |
| 2017 | Atómica                                          | No       | Sí       | No        | No                         | No    |                      |
| 2018 | Deadpool 2                                       | No       | Sí       | No        | No                         | No    |                      |
| 2019 | Fast & Furious Presents: Hobbs & Shaw            | No       | Sí       | No        | No                         | No    |                      |
| 2022 | Bullet Train                                     | No       | Sí       | Sí        | No                         | No    |                      |
| 2024 | The Fall Guy                                     | No       | Sí       | Sí        | No                         | No    |                      |
| 2026 | How to Rob a Bank                                | No       | Sí       | Sí        | No                         | No    | En producción.       |